# Antonio Baldinucci
Antonio Baldinucci, S.J. (Florencia, 1665 – Pofi, 7 de noviembre de 1717) fue un jesuita italiano, proclamado beato de la Iglesia católica.

## Biografía
Fue hijo de Filippo Baldinucci, Académico de la Crusca. A la edad de dieciséis años ingresó como novicio en la Compañía de Jesús. En Roma estudió filosofía y teología, quería seguir el ejemplo de San Luis Gonzaga y San Juan Berchmans.
Fue ordenado sacerdote y destinado, según su deseo, a las misiones pero, no habiendo podido obtener las misiones de las Indias y de América, llevó a cabo su labor de apostolado en las misiones italianas. En septiembre de 1697 fue enviado a Frascati, en la residencia de los misioneros y, en esta ciudad y sus alrededores, hizo trabajo de evangelización por cerca de veinte años.
En Frascati surge por su obra el Conservatorio de las Maestras Pías.
Durante una epidemia de influenza se esforzó con cuidados a los enfermos. Murió en Pofi, diócesis de Veroli, el 7 de noviembre de 1717, donde fue sepultado en la iglesia de San Pedro del Convento Franciscano, pero después fue removido.

## Culto
Antonio Baldinucci fue beatificado el 16 de abril de 1893 por el papa León XIII y es considerado el protector contra las epidemias; en el año 1898, cuando se produjo una epidemia de influenza en Roma, se recurrió a su intercesión con un triduo de oraciones que tuvieron lugar en la iglesia principal de la Compañía de Jesús.
En la Iglesia del Gesù de Frascati se encuentra la imagen de Maria Refugium peccatorum que el beato Antonio Baldinucci llevaba en sus misiones.